# L'Esquerda
L'Esquerda est un site archéologique de l'Âge du fer et médiéval situé à Les Masies de Roda (comarque d'Osona), dans la province de Barcelone, en Catalogne, en Espagne,. Il s'agit d'un ancien village ibère, abandonné à l'époque romaine, puis réoccupé au Moyen Âge. Le site archéologique de L'Esquerda a été déclaré Bien d'intérêt culturel en 1988.

## Situation

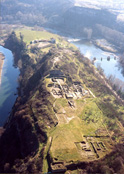
Vue aérienne du site de L'Esquerda

Le site archéologique de L'Esquerda est situé sur un promontoire d'une superficie de 12 ha formé par un méandre de la rivière Ter qui traverse le village de Roda de Ter. Surplombant la rivière de 50 à 60 mètres, le site domine les environs. De plus, sa situation entre la plaine de Vic (en) et le massif des Guilleries donne accès à des ressources naturelles diversifiées. Ces caractéristiques favorables contribuent à expliquer la longue occupation du village, qui s'étend de l'Âge du bronze final à la fin du Moyen Âge, entre le VIIIe siècle av. J.-C. et le XIVe siècle.

## Historique des fouilles
Au début du XXe siècle, les premières fouilles ont été menées par des bénévoles locaux. En 1977, des fouilles archéologiques systématiques ont commencé par une équipe interdisciplinaire de l'université de Barcelone, dirigée par Imma Ollich-Castanyer. Les premiers travaux se sont concentrés sur la nécropole située autour de l'église médiévale et sur les maisons qui s'organisent autour de celle-ci. Les fouilles se sont poursuivies dans le secteur médiéval. En 1981, plusieurs fouilles réalisées dans la zone du mur d'enceinte ont confirmé la présence de vestiges de l'Âge du bronze final. Depuis 1982, sous la codirection de M. de Rocafiguera, des fouilles sont menées chaque année dans cette zone, où ont été découvertes les structures d'un oppidum ibère daté des Ve et IVe siècles av. J.-C. Les dernières campagnes de fouilles ont mis au jour une série de silos du Haut Moyen Âge wisigothique dans cette même zone.

## Histoire du site

### Âge du bronze récent
La première occupation du promontoire de L'Esquerda est datée de l'Âge du bronze final (VIIIe siècle av. J.-C.), avec des huttes en bois et des vestiges fragmentaires de céramique.

### Âge du fer

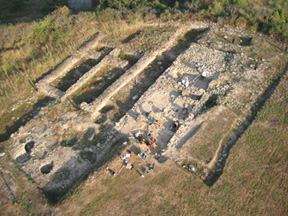
Vestiges de l'époque ibère

Quelques siècles plus tard (Ve et IVe siècles av. J.-C.) un oppidum ibère a été édifié, protégé par une puissante muraille barrant le seul accès en pente douce au promontoire. Le lieu accueillait des habitations et deux ateliers, l'un de céramique et l'autre de métallurgie. Une rue longitudinale, orientée du nord au sud et commençant à la porte principale du village, organisait tout l'espace public. Cet axe a perduré tout au long de la vie du village.
À la fin du IIIe siècle av. J.-C. ou au début du  IIe siècle av. J.-C., pendant la deuxième guerre punique, l'établissement subit un grave incendie qui détruisit diverses structures, dont la muraille. Quelques années plus tard, l'oppidum fut reconstruit, avec une nouvelle muraille plus avancée de quelques mètres que la précédente et en changeant la porte d'accès à la ville, qui n'était plus située dans la partie centrale du système défensif, mais déplacée vers l'extrémité orientale de celui-ci. Cette nouvelle occupation dura jusqu'au Ier siècle av. J.-C.

### Époque romaine
À cette époque, un hiatus se produit dans les traces archéologiques. La romanisation de la région a en effet entrainé un changement profond du tissu urbain. Une fois la paix établie, de nombreux établissements ibères situés en hauteur perdirent leur utilité défensive et furent abandonnés. La population se déplaça vers les plaines et dans les zones cultivables. L'Ausa romaine (ancienne capitale des Ibères Ausétans) - l'actuel Vic - et les villes qui l'entourent se développèrent alors.

### Période wisigothe
Les invasions de peuples germaniques au cours des IVe et Ve siècles rendirent son intérêt défensif au promontoire de L'Esquerda. Les attaques récurrentes poussèrent la population à retourner vers les hauteurs. Les fouilles confirment l'occupation du site à l'époque wisigothique, comme en témoigne la découverte d'une série de silos dans la partie nord du site.

### Haut Moyen-Âge post-wisigothique
L'invasion arabo-berbère au début du VIIIe siècle provoqua une nouvelle fois un bouleversement du territoire. Les armées musulmanes détruisirent la place wisigothe d'Ausona et diverses forteresses des environs, ce qui provoqua la fuite de la population vers les montagnes environnantes.

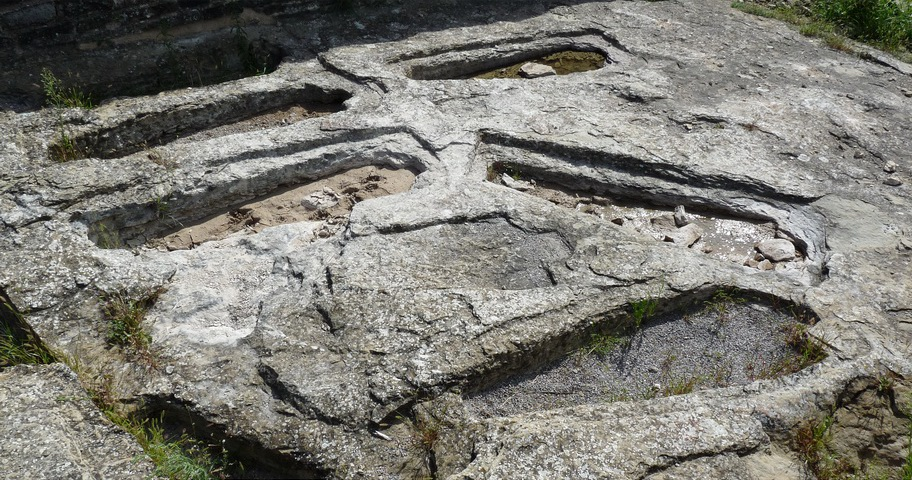
Tombes anthropomorphes.

À la fin du VIIIe siècle, le pouvoir carolingien tenta d'arrêter l'avancée musulmane en créant une ligne de défense le long du Ter. À L'Esquerda, des tours de guet en bois furent érigées, fixées dans le rocher et situées au point le plus élevé du site. Cependant, cette frontière du Ter, sans garnison militaire suffisante, ne put résister à la révolte d'Aissó en 826 et 827, une coalition de chefs locaux et musulmans en lutte contre le pouvoir franc et qui reprit l'Esquerda.
En 875, le seigneur local Guifred le Velu rétablit une administration latine sur la région. En 927, un document mentionne une donation de terrain au monastère de Sant Pere de Rodes. L'église de cette époque était plus petite que les vestiges visibles aujourd'hui et probablement construite avec des matériaux plus simples. On date de cette période les tombes anthropomorphes creusées dans la roche qui parsèment les environs.

### Moyen-Âge central
Au début du  XIe siècle, les constructions furent renouvelées à L'Esquerda. Une nouvelle église fut construite en architecture romane, Sant Pere de Rodes, consacrée en 1042, à l'époque de l'évêque-abbé Oliba. La ville se développa autour du nouvel édifice religieux. À côté des habitations, des ateliers, des fours et des espaces communs furent construits. Tout au long de la période médiévale, divers renforcements furent apportés au système défensif de l'époque ibérique.
Jusqu'au milieu du XIIIe siècle, le village connut un essor constant. Il comptait probablement une centaine de maisons et environ cinq cents habitants à son apogée. Au début du XIVe siècle, la tendance s'inversa. L'atténuation des luttes féodales entre la Casa de Cabrera (es), seigneurs du lieu, et l'évêché de Vic - allié au roi - entrainèrent l'abandon progressif de L'Esquerda au profit du village actuel de Roda de Ter, plus proche du pont et des voies de communication.

## Conservation
La plupart des objets trouvés sur le site sont exposés au Musée archéologique de L'Esquerda (ca), à Roda de Ter.